# فرنسيس إس. ثاير
فرنسيس إس. ثاير (بالإنجليزية: Francis S. Thayer)‏ هو سياسي أمريكي، ولد في 11 سبتمبر 1822، وتوفي في 26 نوفمبر 1880. حزبياً، نشط في الحزب الجمهوري. وقد انتخب عضو مجلس ولاية نيويورك.